# Mangeclous
Mangeclous est un roman d'Albert Cohen publié en 1938. C'est le deuxième roman d'une trilogie, qui deviendra tétralogie[réf. nécessaire]. Il est précédé de Solal (1930) et suivi par Belle du seigneur (1968), puis Les Valeureux (1969).

## Résumé
Ce roman, écrit en 1938 mais dont l'action se déroule en 1936, raconte la vie de cinq compères et cousins juifs, les Valeureux. L'intrigue commence sur l'île de Céphalonie en Grèce, continue par une traversée de la Méditerranée vers Marseille, et se termine à Genève.
Ce roman évoque en filigrane la tension provoquée par l'ascension de Hitler en Europe[réf. nécessaire].

## Personnages
Saltiel,
Michaël,
Mangeclous (Pinhas Solal),
Salomon, 
Mattathias, 
Solal, 
Jérémie, 
Scipion, 
Comte de Surville

## Adaptation au cinéma
En 1988, le réalisateur Moshé Mizrahi adapte Mangeclous au cinéma.